# Сотниково (Вологодская область)
Сотниково — деревня в Великоустюгском районе Вологодской области.
Входит в состав Юдинского сельского поселения, с точки зрения административно-территориального деления — в Юдинский сельсовет.
Расстояние по автодороге до районного центра Великого Устюга — 3,7 км, до центра муниципального образования Юдино — 5 км. Ближайшие населённые пункты — Галкино, Стрига, Журавлево, Никулино, Коробейниково.
По переписи 2002 года население — 60 человек (32 мужчины, 28 женщин). Преобладающая национальность — русские (98 %).